# Genyonemus lineatus
Genyonemus lineatus es una especie de pez de la familia Sciaenidae en el orden de los Perciformes.

## Morfología
Los machos pueden llegar alcanzar los 41 cm de longitud total.
Número de  vértebras: 25.

## Reproducción
Es un pez ovíparo.

## Alimentación
Come poliquetos,  camarones, cangrejos y moluscos.

## Depredadores
En los Estados Unidos es depredado por Sarda chiliensis chiliensis ,Zalophus californianus.

## Hábitat
Es un pez de mar y clima tropical y bentopelágico que vive hasta 183 m de profundidad.

## Distribución geográfica
Se encuentra en el Océano Pacífico oriental: desde Barkley Sound (Columbia Británica, el Canadá) hasta el sur de la Baja California ( México ).

## Observaciones
Es inofensivo para los humanos.